# Fred Hopkin
Frederick „Fred“ Hopkin (* 23. September 1895 in Dewsbury; † 5. März 1970 in Darlington) war ein englischer Fußballspieler. Als Linksaußen wechselte er zu Beginn der 1920er Jahre von Manchester United zum FC Liverpool und gewann dort in den Jahren 1922 und 1923 zwei englische Meisterschaften in Folge. 

## Sportlicher Werdegang
Hopkin begann seine Fußballerlaufbahn zunächst beim FC Darlington in der North Eastern League (Meistertitel 1913), bevor es während des Ersten Weltkriegs als Gastspieler bei Manchester United und Tottenham Hotspur in Erscheinung trat. Im Februar 1919 wurde Hopkin nach dem Ende des Ersten Weltkriegs von Manchester United fest verpflichtet. Dort entwickelte er sich als linker Flügelspieler in zwei Jahren und 70 Erstligapartien zu einem Leistungsträger, bevor er im Mai 1921 zum FC Liverpool wechselte. Die Umstände des Wechsels waren etwas kontrovers, da Manchester United Hopkin nicht nur mehr als das festgelegte Maximalgehalt gezahlt, sondern diesem auch versprochen hatte, einen Anteil an einer etwaigen Transferablösesumme zu erhalten – die Folge war eine Geldstrafe in Höhe von 350 Pfund für „United“.
In seiner neuen Mannschaft fand sich Hopkin auf Anhieb gut ein und er verpasste kein einziges Spiel auf dem Weg zu Meisterschaft in der Saison 1921/22. Auch im folgenden Jahr, in dem Liverpool den Titel verteidigte, absolvierte Hopkin 40 von 42 Ligapartien. Besondere Beachtung fand sein erstes Tor im März 1923 für die „Reds“ bei seinem 78. Einsatz gegen die Bolton Wanderers. Kurioserweise entzündete sich just zu diesem Zeitpunkt ein Feuer auf einer Tribüne in Liverpool, aber nach erfolgreicher Löschung konnte die Partie zu Ende geführt werden und endete mit 3:0 für Liverpool. Obwohl Hopkin in einer eher offensiven Position auf der linken Seite agierte, trat er nur selten als Torschütze in Erscheinung. Ihm waren in zehn Liverpool-Jahren gerade einmal zwölf Pflichtspieltore vergönnt. Stattdessen bereitete er als Flügelspieler Chancen der Angreifer Harry Chambers und Dick Forshaw während der Meisterjahre sowie danach für Gordon Hodgson. 1922 und 1923 bestritt er auch insgesamt drei Sichtungsspiele der englischen Nationalmannschaft, zu einer Länderspielnominierung reichte es aber nicht. Er galt als herausragender Athlet und neben seinen Qualitäten auf dem Fußballfeld, mit denen er häufig im Duell gegnerische Verteidiger überrannte, gewann er eine Reihe von Sprint- und Hürdenlaufwettbewerbe. Im Herbst seiner Karriere konnte der zunehmend kahlköpfig werdende Hopkins zwar nicht mehr seine vormalige Schnelligkeit ausspielen, aber seine Dribblingfähigkeiten blieben schwer für den Gegner auszurechnen.
Nach insgesamt 335 Erstligapartien endete sein Engagement für Liverpool im August 1931. Er kehrte nach Darlington zurück und ließ in der dritthöchsten Spielklasse seine aktive Profilaufbahn ausklingen. In den 1930ern war er noch als Übungsleiter beim kurzlebigen Klub Redcar Borough tätig und gehörte bei Leeds United zum Trainerstab.
Hopkin verstarb 74-jährig in Darlington im März 1970.

## Titel/Auszeichnungen
- Englischer Fußballmeister (2): 1922, 1923